# Badmössa

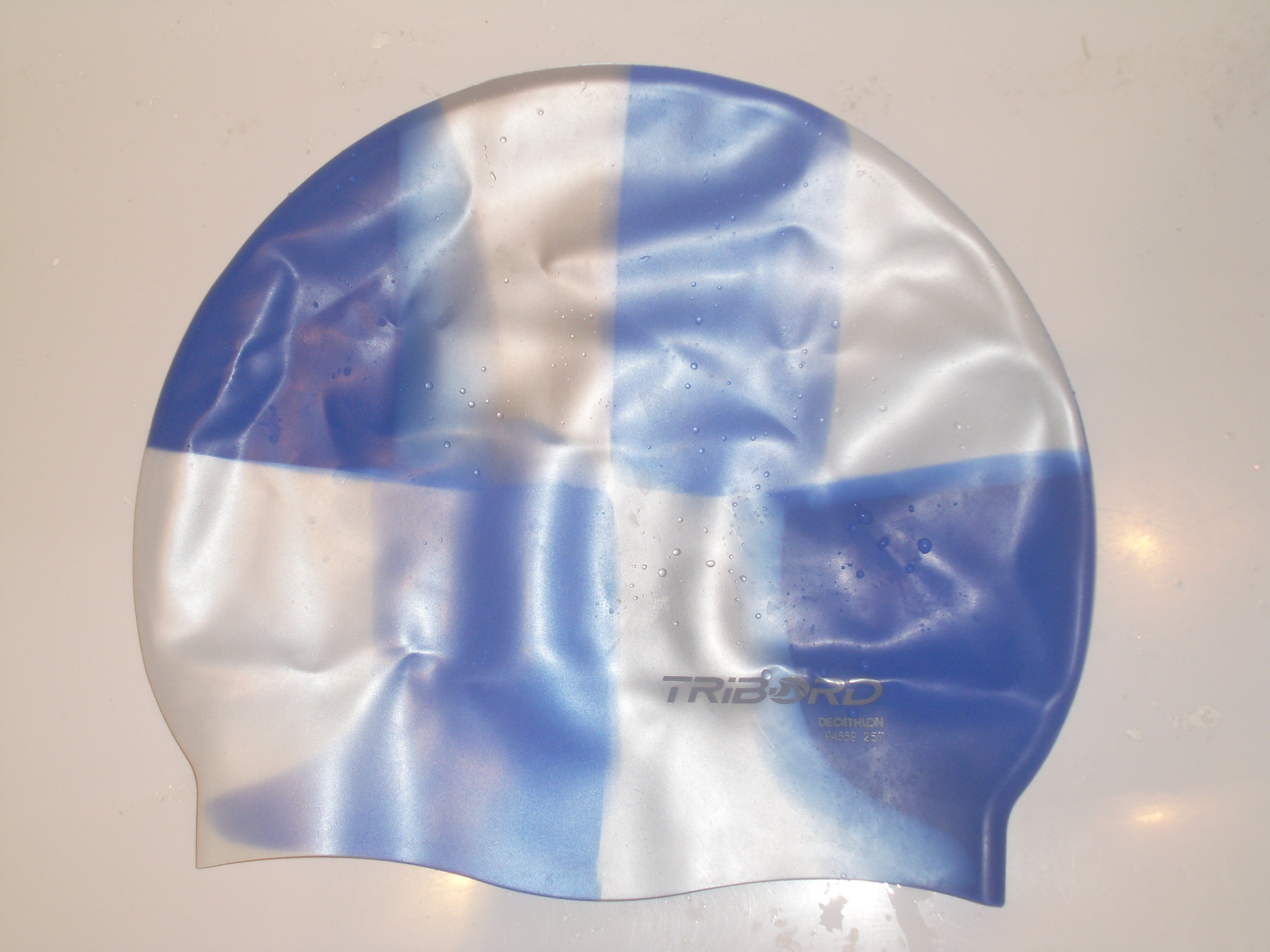
Badmössa

En badmössa är en typ av mössa som används vid bad och simning och har till uppgift att förhindra att bärarens hår är i vägen, slits om det är klor i vattnet eller att håret lossnar. Dock skyddar den oftast inte mot väta då håret ändå blir blött efter en stund i vattnet. Den är oftast gjord av silikon, men även latex förekommer i billigare varianter.
Inom tävlingssimning brukar de flesta kvinnor ha badmössa. För männen varierar det. Antingen har man badmössa eller så rakar man huvudet för att minska friktionen. I en del länder krävs badmössa i bassänger av hygieniska skäl eller för att hindra filter att sättas igen av hår.